# チョンピの乱
チョンピの乱（チョンピのらん、伊: Tumulto dei Ciompi）は、1378年にイタリアのフィレンツェで起こった労働者の反乱である。
フィレンツェ共和国はアルティ（毛織物、銀行などの商工業組合）を基盤とし、公職者はアルテから選挙で選出していた。1378年、アルテに属さず参政権のない下層の労働者が経済的な困窮から不満を募らせ蜂起すると、アルビッツィ家を中心にした政策運営に不満を持つ一部の有力市民がこれと結んだ。ミケーレ・ディ・ランドという梳毛工が「正義の旗手」（フィレンツェ共和国の政治最高指導者）に選ばれ、新たにチョンピなどのアルテを認めた。チョンピを支持し、反乱のきっかけを作ったのは新興商人であるメディチ家のサルヴェストロ・デ・メディチ（?-1388年）であった。
やがて反対派が巻き返し、1382年には鎮圧され、サルヴェストロは国外追放、また多くの者が処刑された。フィレンツェの政治はアルビッツィ家が実権を握る。